# Rivière Kapuskasing
La rivière Kapuskasing est une rivière du bassin versant rivière Moose dans le district de Cochrane et le district d'Algoma dans le nord-est de l'Ontario, au Canada. La rivière est un affluent gauche de la rivière Mattagami.

## Cours
La rivière est un émissaire du lac Kapuskasing dans le canton géographique de Kapuskasing, district d'Algoma, près de la pointe ferroviaire d' Elsas, sur la ligne principale transcontinentale des chemins de fer nationaux du Canada et à l'emplacement de la gare d'Elsas desservie par les trains canadiens de Via Rail. au canton géographique de Cargill dans le district de Cochrane.
La rivière Kapuskasing continue vers le nord-est sur les chutes White Otter, les chutes Bakatase, les rapides Camp Three et les chutes Big Beaver, reçoit l'affluent droit de la rivière Saganash et atteint la ville de Kapuskasing, où elle est traversée par la route 11 de l'Ontario et la rivière Ontario. Ligne de chemin de fer Northland. Il passe au-dessus d'un barrage hydroélectrique, les chutes Spruce, prend l'affluent gauche de la rivière Lost et l'affluent droit de la rivière Remi, et atteint son embouchure à la rivière Mattagami dans le canton géographique de Clay, à environ  à l'ouest de la communauté de Fraserdale. La rivière Mattagami coule via la rivière Moose jusqu'à la baie James.

### Affluents
- Tucker Creek (droite)
- Torrance Creek (droite)
- Hopkins Creek (gauche)
- Remi River (droite)
- Lily Creek (droite)
- Lost River (gauche)
- O'Brien Creek (droite)
- Teetzel Creek (gauche)
- Gough Creek (droite)
- Saganash River (droite)
- Big Beaver Creek (gauche)
- Alder Creek (droite)
- Pinette Creek (droite)
- Shanly Creek (droite)
- Graveyard Creek (gauche)
- Moss Creek (gauche)
- Oscar Creek (gauche)
- Allenby Creek (droite)
- Wigwam Creek (gauche)
- MacIntosh Creek (droite)
- Dunrankin River (gauche)
- Nemegosenda River (droite)
- Kapuskasing Lake
  - Chapleau River

## Économie
Des centrales hydroélectriques d'une capacité combinée de 22 MW ont été proposées à quatre sites au sud de la ville de Kapuskasing : Big Beaver Falls, Camp Three Rapids, White Otter Falls et Old Woman Falls. Chacune des caractéristiques du site aurait eu une disposition identique : emplacement sur la rive gauche du cours d'eau.
De plus, des centrales hydroélectriques d'une puissance combinée de 19,45 MW ont été proposées pour quatre sites sur la rivière entre sa source et au sud de la ville de Kapuskasing.
Quatre ensembles de rapides sur la rivière Kapuskasing ont été protégés du développement. 10 rivières ontariennes étaient protégées en tout : Matawin, Vermilion, Petawawa, Wanapitei, Blanche, Ivanhoe, Frederick House, Kapuskasing, Larder et Serpent Rivers.